# Xanthorhoe poseata
Xanthorhoe poseata is een vlinder uit de familie spanners (Geometridae). De wetenschappelijke naam van deze soort is voor het eerst geldig gepubliceerd in 1837 door Geyer.
De soort komt voor in tropisch Afrika.